# Guan cellut
El guan cellut (Penelope superciliaris) és una espècie d'ocell de la família dels cràcids (Cracidae) que habita la selva densa del Brasil al sud de l'Amazones, est de Bolívia, est del Paraguai i nord-est de l'Argentina.